# 洛什基波托克市鎮

洛什基波托克市鎮於斯洛維尼亞的位置

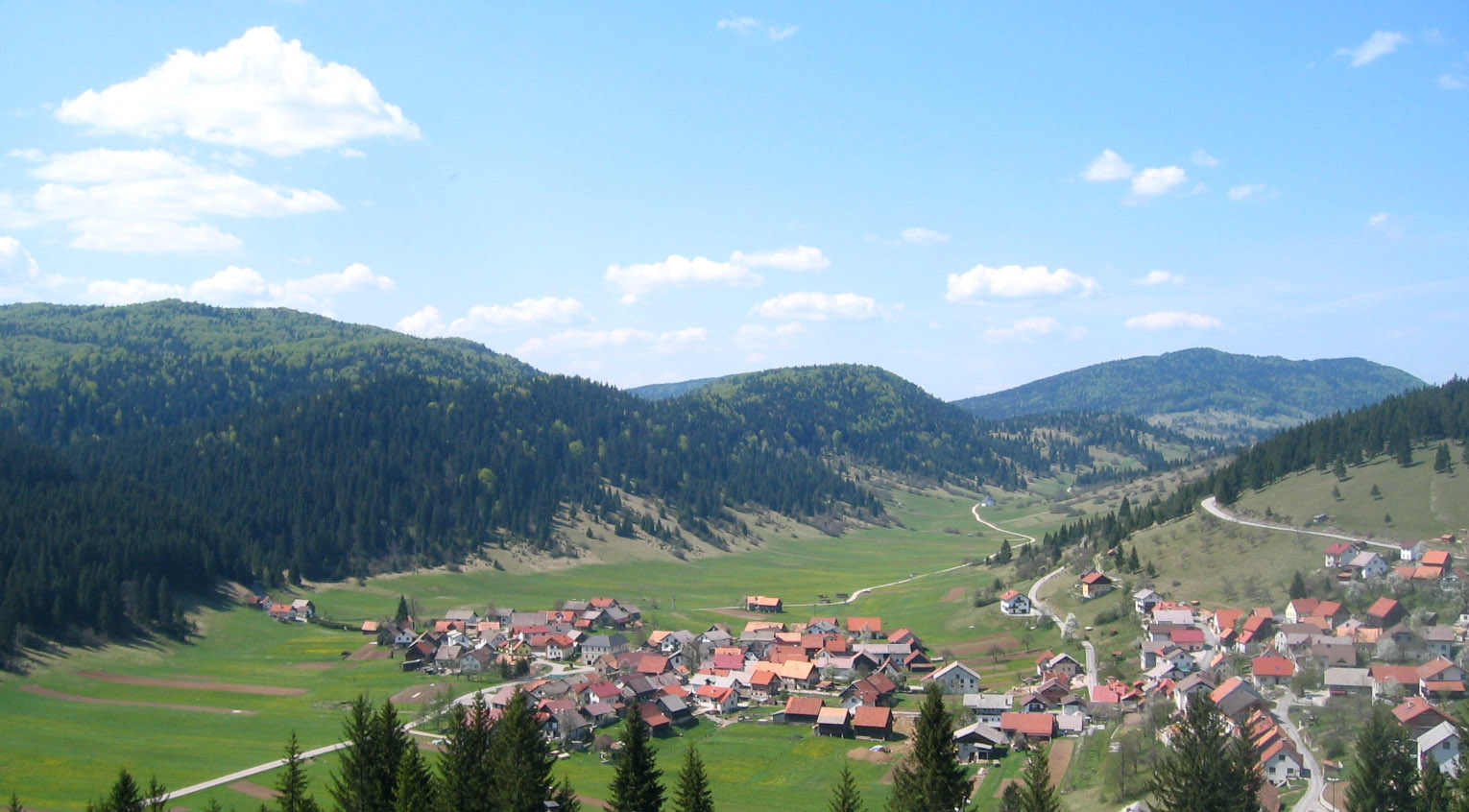
洛什基波托克市鎮內一景

洛什基波托克市鎮是斯洛文尼亞的一個市镇，行政中心為赫里布-洛什基波托克。面積134.5平方公里，2002年人口1958。人口密度約15人/km2。

## 外部連結
- 官方网站  （斯洛文尼亚文）